# Mos, Tây Ban Nha
Mos là một đô thị trong tỉnh Pontevedra, Galicia, Tây Ban Nha. Đô thị này có dân số 13996 người (2005).

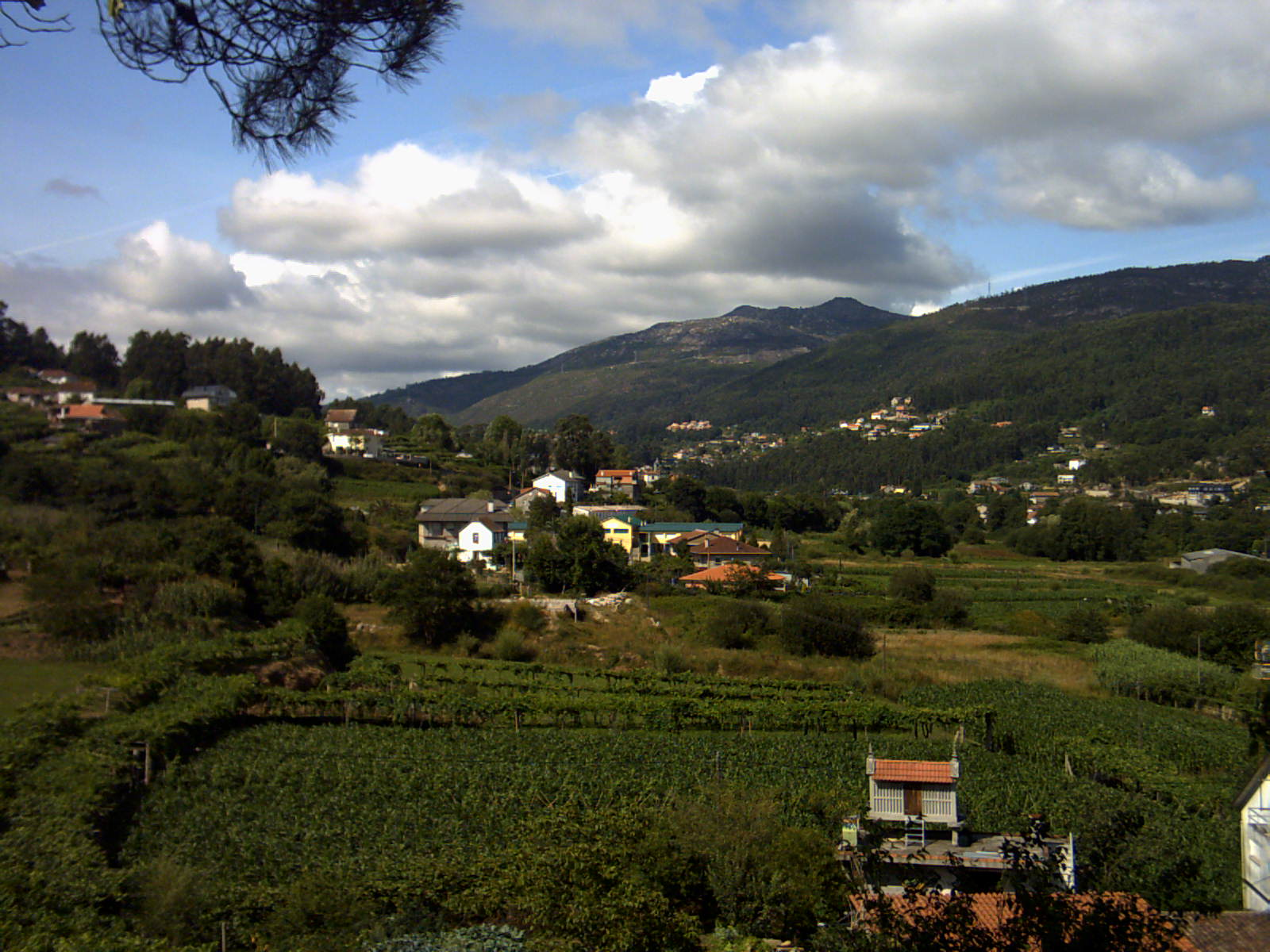
Cảnh Mos

## Các thông tin khác
| Cela  | Dornelas | Guizán | Louredo | Mos (Santa Eulalia) | Pereiras | Petelos | Sanguiñeda | Tameiga | Torroso |
| ----- | -------- | ------ | ------- | ------------------- | -------- | ------- | ---------- | ------- | ------- |
| 36311 | 36417    | 36417  | 36415   | 36415               | 36419    | 36416   | 36418      | 36416   | 36417   |

| Giáo khu                 | Khu phố |
| Cela (San Pedro)         | Arufe, Atín, Cabanelas, Coto, Herville, Iglesia, Pardellas, Sequeiros.                                         |
| Dornelas (Sta. María)    | Brea, Castros, Cotiño, Pedreira.                                                                               |
| Guizán (Sta. María)      | Fraela, Rejomil, Sobrans.                                                                                      |
| Louredo (San Salvador)   | Arrufana, Candosa, Casanova, Cortiñas, Eiragrande, Enxertado, Pantaño, Pombal, Quintal, San Antoíño, Torroira. |
| Mos (Sta. Eulalia)       | Cantín, Castro, Espain, Gándara, Pedrapinta, Regadas, Rúa, Santa Marta, Sobrado, Zapateira.                    |
| Pereiras (San Miguel)    | Campo de Eiro, Casal, Casalmorto, A Florida, San Rafael, Roublín, As Vides.                                    |
| Petelos (San Mamede)     | Rubial, Balteiro, Barro, Estivada, Laxe, Porteliña, Regenjo, Veigadaña.                                        |
| Sanguiñeda (Santa María) | Agueiro, Amieirolongo, Ansar, Áreas, Cerqueirás, Angustias, Monte, Piñeiro.                                    |
| Tameiga (San Martiño)    | Bosende, Camaña, Casal, Igrexa, Pedraucha, Puxeiros, Rans, Rebullón, San Eleuterio.                            |
| Torroso (San Mamede)     | Cerdedelo, Louriño, Outeiro.                                                                                   |

42°13′B 8°36′T / 42,217°B 8,6°T